# جوناثان بروستر بينغهام
جوناثان بروستر بينغهام (بالإنجليزية: Jonathan Brewster Bingham)‏ هو دبلوماسي وسياسي أمريكي، ولد في 24 أبريل 1914 في نيو هيفن في الولايات المتحدة، وتوفي في 3 يوليو 1986 في نيويورك في الولايات المتحدة بسبب ذات الرئة. حزبياً، نشط في الحزب الديمقراطي. وقد انتخب عضو مجلس النواب الأمريكي (3 يناير 1973 – 3 يناير 1983) وانتخب عضو مجلس النواب الأمريكي (3 يناير 1965 – 3 يناير 1973).